# Сальве
Сальве (італ. Salve, сиц. Salve) — муніципалітет в Італії, у регіоні Апулія,  провінція Лечче.
Сальве розташоване на відстані близько 540 км на південний схід від Рима, 185 км на південний схід від Барі, 60 км на південь від Лечче.
Населення — 4720 осіб (2014).
Щорічний фестиваль відбувається 6 грудня. Покровитель — святий Миколай Magno.

## Демографія
Населення за роками:

Станом на 1 січня 2023 року в муніципалітеті офіційно проживав 231 іноземець з 36 країн, серед них 106 громадян країн Євросоюзу та 1 громадянин України.

## Сусідні муніципалітети
- Алессано
- Морчіано-ді-Леука
- Презічче
- Удженто